# 横山潤子
横山 潤子（よこやま じゅんこ、1960年10月18日 ‐ ）は日本の作曲家･編曲家。

## 略歴
広島県出身。幼い頃よりヤマハ音楽教室にて音楽を学び、16歳でジュニアオリジナルコンサート･フランス公演に参加。広島大学附属高等学校を卒業、東京芸術大学作曲科卒業、同大学院修了。和声・対位法を山田光生、ピアノを原田敦子、野口明子、スコアリーディングをアンリエット・ピュイグ＝ロジェに、作曲を浦田健次郎、丸田昭三、石桁真礼生、松村禎三に師事。
NHK全国学校音楽コンクールの審査員なども務めている。最近はポピュラー作品の合唱曲への編曲依頼も多い。

## 作風
作品の大半は合唱曲、特に小学生~中学生世代が歌うことを想定した曲が多い。もっとも横山自身は合唱の経験はほとんどなく、「私は永遠の外様で永遠の新参者」と自称している。作曲の道に進んだのも「人前に出るのもダメ。人前に出なくてよくて、物陰をこそこそ這っていていてよくて、間違えたら消して直せるのが好き」として、演奏の現場からは距離をとるスタンスを堅持している。
合唱曲に使う詩については「ヴィジュアルが鮮やかで、喜怒哀楽どれでもイキの良いのが好き。苦しすぎるのや辛すぎるもの、社会派とオンナのどろどろは苦手かな」として、情緒に走らない現代的な詩を好む。一方、合唱の世界で多くの作曲家が曲を付けている谷川俊太郎の詩には、編曲を除けば横山は一曲も作曲していない。

## 代表作品
（）内の人物は作詞者。

### 合唱作品
- 混声合唱
  - 混声合唱組曲「五つのファンファーレ」
  - 混声合唱とピアノのための「ほかにだれもいない」（H.サイクス＝ディヴィーズ 作詩 吉田映子訳詩）
  - この町が好き（才木奈津子）
  - みどりごはそんなにも
  - 風は今（平井多美子）
  - 風になりたい（浦川堤）
  - 母の挽歌（真鍋郁子）
  - 友よ　その日まで（東龍男）
  - 部屋（牧村則村）
  - 水のアーチ（青木景子）
  - わたしはドラムになりたい（寺内真）
  - 青空（青木景子）
  - 混声合唱とピアノのための「天の瑠璃」（多田智満子）
    - 紗
    - 宴
    - 曙
    - 甕

  - 混声合唱とピアノのための「いないいない ばぁ」
    - 百八歳まで（ジョン・メイスフィールド 詞、吉田映子 訳）
    - 庭のベンチ（トマス・ハーディ 詞、吉田映子 訳）
    - ゴキブリのおじょうさん（木坂涼）
    - 子供たちのつどい（熊沢加代子）

  - 混声合唱とピアノのための「たましいのスケジュール」（覚和歌子）
    - 空
    - たましいのスケジュール
    - 子もりうたの前に
    - 影絵

  - 混声合唱曲集「笑いのコーラス」
    - 笑いのコーラス（ウィリアム・ブレイク 詩、吉田映子 訳）
    - 春風（マザーグースより、吉田映子 訳）
    - 人生が1時間だとしたら（高階杞一 詩）
    - 贈り物（高階杞一 詩）
    - 百八歳まで（ジョン・メイスフィールド 詩、吉田映子 訳）

  - 混声合唱とピアノのための「ここに海があって」（覚和歌子）
    - 向かい風は潮の匂い
    - りんご
    - ここに海があって

  - 混声合唱とピアノのための「未確認飛行物体」
    - 牧歌（辻征夫）
    - 天使のうた（新藤凉子）
    - 風（辻征夫）
    - 未確認飛行物体（入沢康夫）

  - オリジナル合唱ピース　混声編 95
    - 休み時間 －詩集『官能検査室』より－（岬多可子）

  - 混声合唱とピアノのための「きんぽうげの日々」
    - 聞けよ、ひばり（シェイクスピア 詞、吉田映子 訳）
    - きそくときまり（キャロル 詞、吉田映子 訳）
    - ねぼすけぼうず（デ・ラ・メア 詞、吉田映子 訳）
    - きんぽうげの日々（ミルン 詞、吉田映子 訳）

  - 混声合唱とピアノのための「アプローズ」
    - アプローズ（覚和歌子）

  - 混声合唱とピアノのための「ドゥーニィのヴァイオリン弾き」
    - あざらしのララバイ（キプリング 詞、吉田映子 訳）
    - 風が吹く夜（スティーヴンスン 詞、吉田映子 訳）
    - レディンウールのおばあちゃん（キプリング 詞、吉田映子 訳）
    - ドゥーニィのヴァイオリン弾き（イェイツ 詞、吉田映子 訳）

  - 混声合唱とピアノのための「その木々は緑」（覚和歌子）
    - むかし ことばは
    - くじらになりたい
    - こころのうつわ
    - その木々は緑

  - 混声合唱とピアノのための連作詩「誰かがいなくなっても青い空」
    - ようやく朝が
    - 夜明けの夢はもう惜しまない
    - それぞれの木
    - 誰かがいなくなっても青い空
- 女声合唱・児童合唱
  - 時のない野原
  - 夜あけ
  - 月の魚
  - 雨の花
  - 友よ　その日まで（東龍男）
  - 神の生誕（大岡信）
  - 青の記念日（長井理佳）
  - ぼくにはわかる（高崎乃理子）
  - 七月堂の兎たち（水野るり子）
  - 横山潤子作品集 同声編1
    - 緑のしま馬（つくべあゆ）
    - おはよう　ゆでたまご（小野寺悦子）
    - くしゃみザウルス（小野寺悦子）
    - ヒッコリーのおくさん（デ・ラ・メア 詞、吉田映子 訳）
    - ようこちゃんが（さねよしいさ子）
    - 風は今（平井多美子）
    - 七番目の月（つくべあゆ）
    - 夕べの星が紅に（ジョヴァンニ・パスコリ）
    - ほほう！（工藤直子）
    - おしゃれな気分できれいに歩こう（さねよしいさ子）
    - 南の絵本（岸田衿子）

  - 横山潤子作品集 同声編2
    - 学校のにんじん（さねよしいさ子 詞、つくべあゆ 補作詞）
    - 夏休み（木坂涼）
    - お日さま（ロバート L.スティーヴンスン 詞、吉田映子 訳）
    - 子ねこのいる部屋（高木あきこ）
    - ひとりでさびし[わらべうたによる四つのコラージュ]
    - 四方の景色を[わらべうたによる四つのコラージュ]
    - ねむらせ唄[わらべうたによる四つのコラージュ]
    - かくれんぼ[わらべうたによる四つのコラージュ]（林柳波 詞、下総皖一 曲、横山潤子 編）
    - くしゃみザウルスJr.（小野寺　悦子）
    - アンナ・マリアちゃん（マザーグースより、吉田映子 訳）

  - オリジナル合唱ピース　同声編31
    - ゆかしたぐらしの ねずみのおはなし（ルイス・キャロル 詞、吉田映子 訳）

  - オリジナル合唱ピース　同声編45
    - おりたたみせんせい（ねじめ正一 詞）

  - 女声合唱曲集「笑いのコーラス」
    - 笑いのコーラス（ウィリアム・ブレイク 詩、吉田映子 訳）
    - 春風（マザーグースより、吉田映子 訳）
    - 人生が1時間だとしたら（高階杞一 詩）
    - 贈り物（高階杞一 詩）
    - 百八歳まで（ジョン・メイスフィールド 詩、吉田映子 訳）

  - 最新 女声合唱曲集「天使の時」
    - おしゃれな気分できれいに歩こう（さねよしいさ子）
    - 南国浮かれ唄～よさこい節・金比羅船々・鹿児島小原良節・谷茶前
    - 幼き日のアルバム～シャボン玉・かなりや・雨・鞠と殿様・村祭
    - 母の挽歌（真鍋郁子）

  - オリジナル合唱ピース　同声編47
    - 祝い唄 三つ、

  - 女声合唱とピアノのための「星の迷い子たち」（まど・みちお）
    - にじ
    - くさはら
    - 昼しずか
    - ミミズ
    - ラクダ
    - ねむり
    - ムカシヨモギのロゼット
    - きこえてくる

  - オリジナル合唱ピース　同声編66
    - わらべうた 三つ、～ジョロ ジョロ ハイ！～

  - 女声合唱とピアノのための「たましいのスケジュール」（覚和歌子）
    - 空
    - たましいのスケジュール
    - 子もりうたの前に
    - 影絵

  - オリジナル合唱ピース　同声編68
    - わらべうた 三つ、～ホラホラほうらい豆～

  - 女声合唱曲集「妖精の市場」
    - 銀の色（ウォルター・デ・ラ・メア 詩、吉田映子 訳）
    - 不思議な馬（ジョン・メイスフィールド 詩、吉田映子 訳）
    - なにかが雁の群れに（レイチェル・フィールド 詩、吉田映子 訳）
    - 妖精の市場（クリスティーナ・ロセッティ 詩、吉田映子・内藤里永子 訳）

  - オリジナル合唱ピース　同声編 72
    - くらげダンス（高木あきこ）

  - オリジナル合唱ピース　女声編 43
    - 庭 －詩集『官能検査室』より－（岬多可子）

  - 同声(女声)合唱とピアノのための「青のアルバム」
    - ゆずちゃん（肥田美代子）
    - ゆめのふうせん屋さん（肥田美代子）
    - くじらになりたい（覚和歌子）
    - 未確認飛行物体（入沢康夫）

  - オリジナル合唱ピース　同声編88
    - だって、ねこがひざで（高木　あきこ）

  - 女声合唱とピアノのための「クローバーの原っぱで」
    - 雨は林です（まど・みちお）
    - おしゃべり ふうせん（まど・みちお）
    - ひとふさの葡萄（征矢泰子）
    - クローバーの原っぱで（高橋順子）
    - 紙風船（黒田　三郎）

  - オリジナル合唱ピース　女声編 54
    - ありったけの夏（覚　和歌子）

  - 女声合唱とピアノのための「ドゥーニィのヴァイオリン弾き」
    - あざらしのララバイ（キプリング 詞、吉田映子 訳）
    - 風が吹く夜（スティーヴンスン 詞、吉田映子 訳）
    - レディンウールのおばあちゃん（キプリング 詞、吉田映子 訳）
    - ドゥーニィのヴァイオリン弾き（イェイツ 詞、吉田映子 訳）

  - 女声(同声)合唱とピアノのための「その木々は緑」（覚和歌子）
    - むかし ことばは
    - こころのうつわ
    - その木々は緑

  - 女声合唱とピアノのための「ひとつぶの種子」（征矢泰子）
    - ひとつぶの種子
    - わたしの赤
    - 六月のかたつむり
    - 樹・天と地のあいだにあるもの

  - 同声(女声)合唱とピアノのための「ひかりのものがたり」（覚和歌子）
    - 子どもの領分 ～わたしたちがとくいなこと
    - ああ ひまわり
    - ベーグルと坂道
    - アプローズ

  - オリジナル合唱ピース　女声編 61
    - ふゆはたまもの（覚和歌子）

  - 女声合唱とピアノのための「きんぽうげの日々」
    - 聞けよ、ひばり（シェイクスピア 詞、吉田映子 訳）
    - きそくときまり（キャロル 詞、吉田映子 訳）
    - ねぼすけぼうず（デ・ラ・メア 詞、吉田映子 訳）
    - きんぽうげの日々（ミルン 詞、吉田映子 訳）

  - 同声（女声）合唱とピアノのための「にぎやかな心」
    - 満月の夜の猫の歌（工藤直子）
    - いねむりお鍋《こぶた遁走曲(フーガ)》①（小野寺悦子）
    - いそいで！《こぶた遁走曲(フーガ)》②（英語の伝承、内藤里永子 訳）
    - 未確認飛行物体〔二〇一六〕（入沢康夫）
    - 春の花うらない（フィールド 詩、内藤里永子 訳）

  - 無伴奏同声（女声）合唱のための「奄美の守姉（むいあに）のうた」
    - 奄美の守姉のうた

  - 同声合唱とピアノのための「ともだち おんがく」
    - ともだち おんがく（覚和歌子）
    - こころのすみっこにイスをおいて（木坂　涼）
    - カタツムリ（さねよしいさ子）
    - はなくそぼうや（まど・みちお）
    - モーメント（覚和歌子）

  - 同声合唱とピアノのための「時とところを超えたなら」（覚和歌子）
    - 何度生まれ変わっても君の恐竜になりたい
    - ぼくたちのにわ えいえんのにわ
    - ここよりもっと 星のみえる場所があるなら ぼくたちは どこへだって行く
    - たましいのスケジュール [二部合唱版]
- NHK全国学校音楽コンクール課題曲
  - 「ほほう！」 - 第66回(1999年)NHK全国学校音楽コンクール小学校の部課題曲（工藤直子）
  - 「白いページ」(編曲) - 第70回（2003年）NHK全国学校音楽コンクール中学校の部課題曲（竹内香織）
  - 「花と一緒」 - 第72回（2005年）NHK全国学校音楽コンクール中学校の部課題曲（ねじめ正一）
  - 「共演者」 - 第81回（2014年）NHK全国学校音楽コンクール高等学校の部課題曲（小林香）
  - 「願いごとの持ち腐れ」（編曲） - 第84回（2017年）NHK全国学校音楽コンクール中学校の部課題曲（秋元康）
  - 「僕が僕を見ている」（編曲）-第86回(2019年)NHK全国学校音楽コンクール高等学校の部課題曲（川村元気）